# Molorchoepania coomani
Molorchoepania coomani är en skalbaggsart som först beskrevs av Maurice Pic 1940.  Molorchoepania coomani ingår i släktet Molorchoepania och familjen långhorningar.
Artens utbredningsområde är Laos. Inga underarter finns listade i Catalogue of Life.